# WION World is One News
WION (World is One News) ist ein indischer internationaler englischsprachiger Nachrichtensender mit Hauptsitz in Noida, Indien. Er gehört zur Essel Group und ist Teil des Zee Media Sendernetzwerks.